# Gołubickoje
Gołubickoje (ros. Голубицкое) – wieś (ros. деревня, trb. dieriewnia) w zachodniej Rosji, w sielsowiecie ryszkowskim rejonu kurskiego w obwodzie kurskim.

## Geografia
Miejscowość położona jest nad Sejmem (lewy dopływ Desny), 0,5 km od centrum administracyjnego sielsowietu (Ryszkowo), przy południowej granicy miasta Kursk i przy drodze regionalnego znaczenia 38K-015 (Kursk – Zorino – Tołmaczowo).
We wsi znajdują się ulice Centralnaja i Mołodiożnaja (114 posesji).
Klimat
Miejscowość, jak i cały rejon, znajduje się w strefie klimatu kontynentalnego z łagodnym ciepłym latem i równomiernie rozłożonymi opadami rocznymi (Dfb w klasyfikacji klimatów Köppena).

## Demografia
W 2010 r. wieś zamieszkiwało 330 osób.